# Joanne Thompson (hockey sur gazon)
Pour les articles homonymes, voir Joanne Thompson et Thompson.
Joanne Sarah Thompson, née le 13 mai 1965 à Dartford, est une joueuse britannique de hockey sur gazon.

## Carrière
Joanne Thompson a été pendant 10 ans gardienne de but du club de Slough avant de rejoindre l'Ipswich Hockey Club.
La gardienne de but fait partie de l'équipe de Grande-Bretagne de hockey sur gazon féminin médaillée de bronze des Jeux olympiques de 1992 à Barcelone. Elle dispute aussi les Jeux olympiques de 1996 à Atlanta, où la Team GB termine quatrième.